# Марченко Олексій Вікторович
Олексі́й Ві́кторович Ма́рченко (12 червня 1981 — 31 січня 2015) — солдат Збройних Сил України, учасник російсько-української війни.

## Короткий життєпис
В часі війни мобілізований на початку весни 2014-го, стрілець, 30-та окрема механізована бригада.
31 січня 2015-го під Дебальцевим бійці на БМП потрапили під мінометний обстріл, Олексій Марченко помер від численних важких поранень.
Без Олексія лишились дружина та донька. Похований в Комишанах 10 лютого 2015-го.

## Нагороди та вшанування
- Указом Президента України № 473/2015 від 13 серпня 2015 року, «за особисту мужність і високий професіоналізм, виявлені у захисті державного суверенітету та територіальної цілісності України, вірність військовій присязі», нагороджений орденом «За мужність» III ступеня (посмертно)[1].
- У вересні 2015-го в Комишанах відкрили меморіальну дошку честі Олексія Марченка[2].
- 1 лютого 2016 року у Кириківці на фасаді Заводської загальноосвітньої школи І-ІІІ ступенів (вулиця Правдинська, 32), де навчався Олексій, йому відкрито меморіальну дошку[3].
- Вшановується в меморіальному комплексі «Зала пам'яті», в щоденному ранковому церемоніалі 31 січня[4][5].